# Вдовиченко, Ирина Ивановна
Ирина Ивановна Вдовиченко (род. 1955, Симферополь) — советский, украинский и российский историк, специалист по истории и культуре античных государств Северного Причерноморья.

## Биография
В школьные угоды участвовала в раскопках Северо-Крымской археологической экспедиции у с. Чернозёмное Советского района, что в будущем повлияло на выбор профессии. Окончила Симферопольский государственный университет. С 1996 года кандидат исторических наук, защитила кандидатскую диссертацию «Аттическая краснофигурная керамика IV в. до н. э. из Северного Причерноморья» в Институте археологии РАН (Москва) под научным рукодовством доктора исторических наук, профессора И. Т. Кругликовой.
Научный сотрудник Бахчисарайского историко-археологического музея, м. н. с. Института мировой литературы им. Максима Горького, ассистент кафедры греческой филологии и докторант кафедры истории Древнего мира и средних веков Таврического национального университета имени В. И. Вернадского, старший научный сотрудник, заведующая отделом Научно-исследовательского центра крымоведения при Госкомитете по охране и исследованию памятников истории и культуры Автономной Республики Крым, а позже — Республики Крым.
Директор Музея истории города Симферополя, открытого 6 июня 2009 года.

## Публикации
- Вдовиченко И.И (2003). Керченские вазы // Боспорские исследования. Выпуск III. Симферополь. с. 380—539.
- Вдовиченко И.И (2003). Античные расписные вазы из крымских музеев. Симферополь: Сонат. с. 128. ISBN 966-8111-06-0.
- Вдовиченко И. И., Турова Н. П. (2006). Античные расписные вазы из собрания ялтинского историко-литературного музея // Боспорские исследования. Том XIV. Симферополь—Керчь. с. 222.
- Вдовиченко И.И (2008). Античные расписные вазы в Северном Причерноморье (VII—IV вв. до н. э.). Симферополь: Сонат. с. 352. ISBN 978-966-2178-10-4.
- Вдовиченко И. И., Жесткова Г. И. (2011) Расписная керамика Херсонеса Таврического (Раскопки К. К. Костюшко-Валюжинича и Р. Х. Лепера) // STRATUMplus. № 3. С.15 — 126.